# Gates McFadden
Cheryl Gates McFadden (nascuda el 2 de març de 1949) és una actriu i coreògrafa estatunidenca. Normalment se la considera Cheryl McFadden quan treballa com a coreògrafa i Gates McFadden quan treballa com a actriu. Va interpretar la Dra. Beverly Crusher a la sèrie de televisió Star Trek: La nova generació, les seves quatre pel·lícules posteriors, i les sèries seqüela Star Trek: Picard, i Star Trek: Prodigy.

## Primers anys

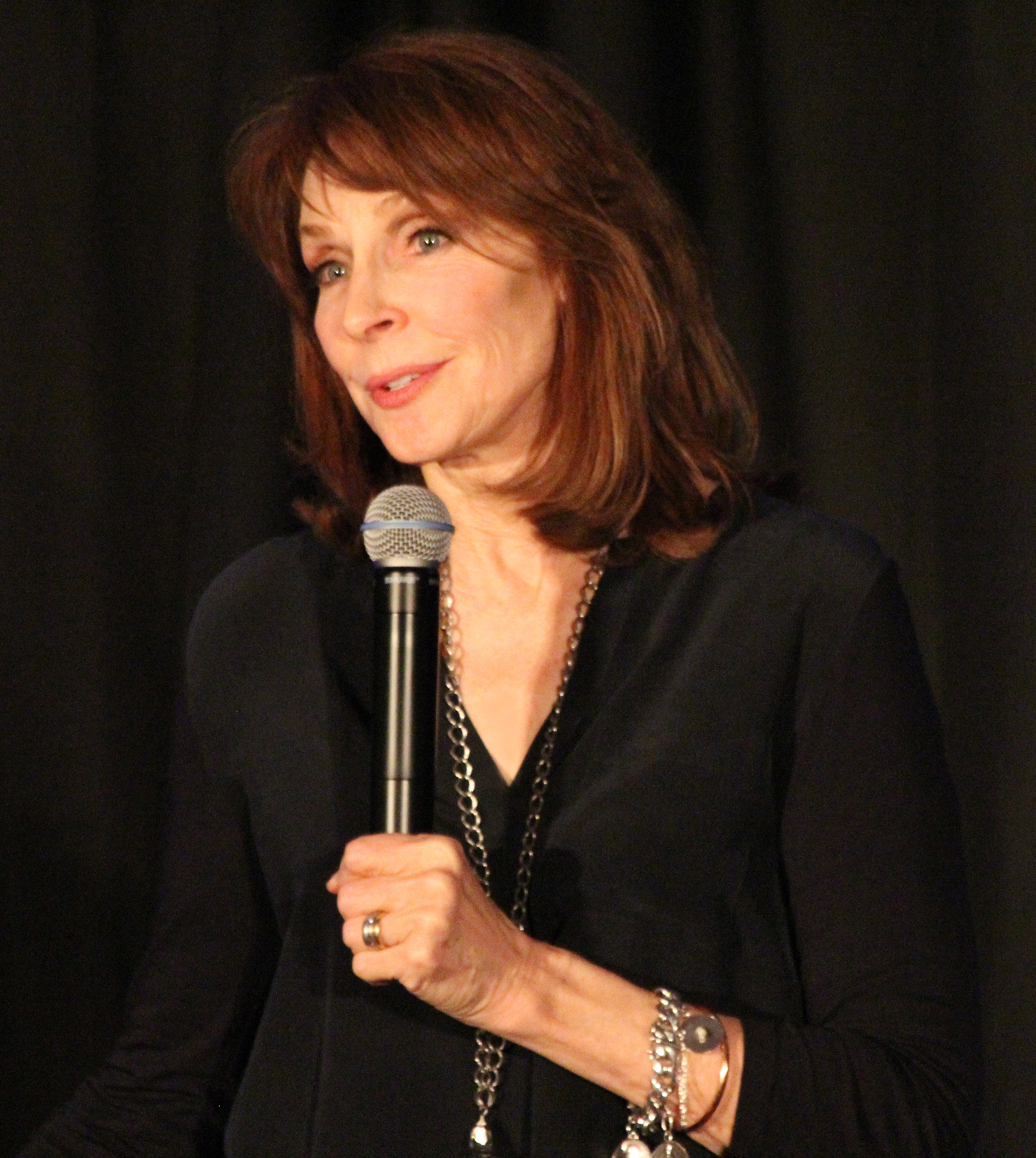
McFadden el 2016

McFadden va néixer a Akron (Ohio) i va créixer al barri proper de Silver Lake. Es va graduar de l'institut a la Old Trail School el 1966. Va estudiar a la Universitat Brandeis, graduantse amb un Bachelor of Arts (cum laude) en arts teatrals, abans de traslladar-se a París, on va estudiar teatre amb l'actor Jacques Lecoq a la seva escola de teatre físic. McFadden és d'ascendència lituana per part de mare.

## Carrera

### Primers treballs
A la A la dècada del 1970, McFadden va passar temps ensenyant en departaments de teatre i dansa postsecundaris, inclosos els de la Universitat de Pittsburgh, la Universitat Harvard i la Universitat George Washington. Durant aquest període va formar una companyia teatral, The New York Theatre Commotion, i el 1975 va fer una gira amb un número de pallasso femení, "Commedia Dell Pinky".
McFadden va treballar a The Jim Henson Company com a director de coreografia i moviment de titelles per a Laberint, The Muppets Take Manhattan, treballs no acreditats a Dreamchild. Com a manera de distingir el seu treball d'actriu de la seva coreografia, normalment se la considera "Gates McFadden" com a actriu i "Cheryl McFadden" com a coreògrafa. Tanmateix, va ser acreditada com a "Cheryl McFadden" a la pel·lícula Troma When Nature Calls (1985) i a l'episodi de la tercera temporada de The Cosby Show, "Cliff's 50th Birthday".

### Star Trek: La nova generació

#### Temporada 1
El 1987, McFadden va ser escollida com a Dra. Beverly Crusher a Star Trek: La nova generació. El personatge de Crusher estava previst que fos l'interès amorós del capità Jean-Luc Picard; un altre aspecte important del personatge era ser una vídua que compaginava la maternitat i la carrera professional. McFadden va xocar amb Maurice Hurley, guionista principal i productor creador, sobre la caracterització de la Dra. Crusher; més tard va declarar: "Definitivament vaig enfadar a Hurley. Perquè no parava de dir 'Per què he criat aquest nen geni... i, tanmateix, cada vegada que hi ha alguna cosa seriosa, només els personatges masculins li parlen?'" També va ser molt crítica amb l'episodi "L'Àngel", titllant-lo de sexista. A petició de Hurley, el contracte de McFadden no es va renovar al final de la temporada. En el seu lloc, Diana Muldaur es va unir a la producció com a nova directora mèdica de l'Enterprise, la Dra. Katherine Pulaski, per a la segona temporada.

#### Temporades 3–7

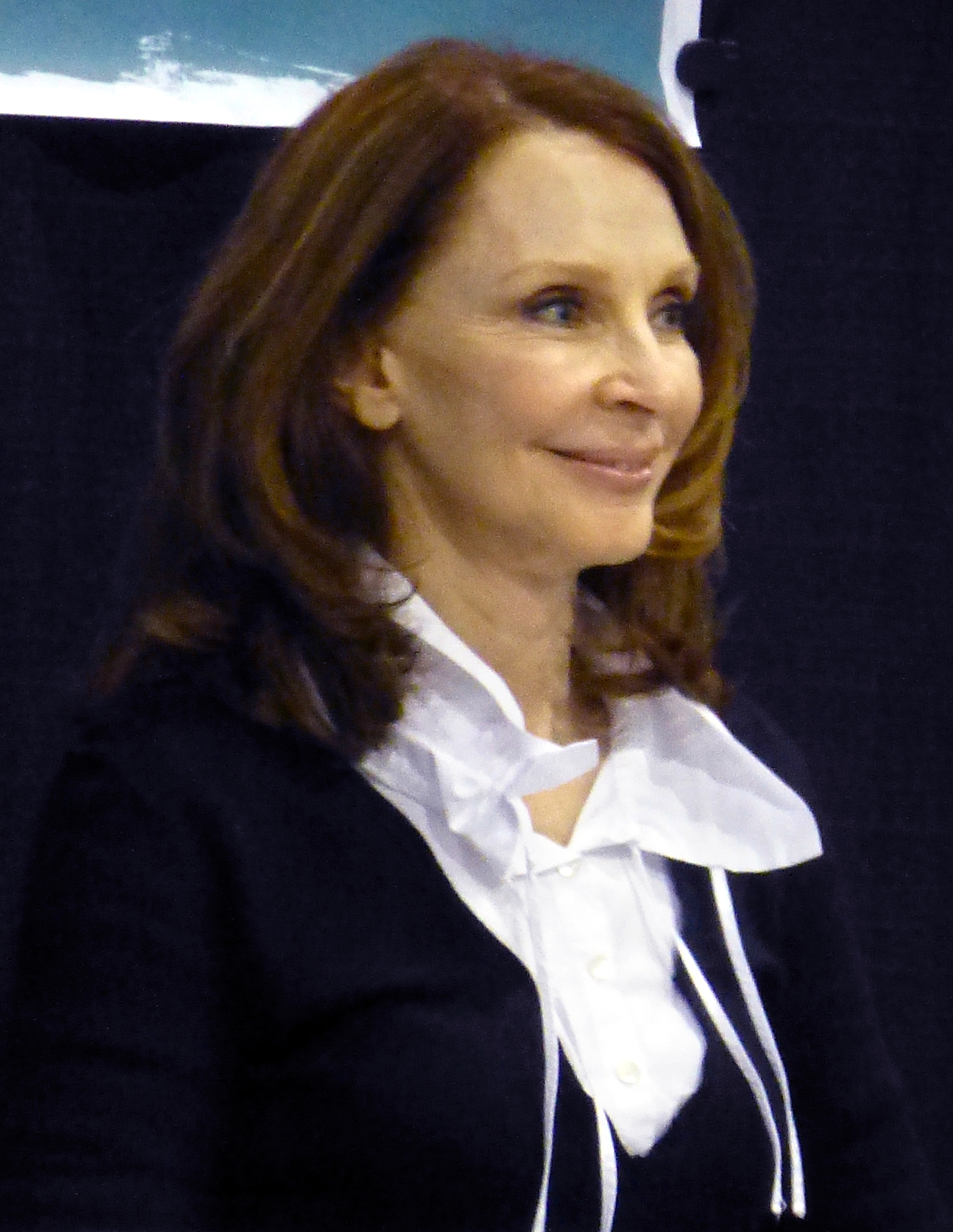
McFadden el 2014

El creador de la sèrie Gene Roddenberry va admetre que el personatge de la Dra. Pulaski no va desenvolupar química amb els altres personatges, per la qual cosa es va proposar a McFadden tornar com a Dr. Crusher per a la tercera temporada. Ella dubtava, però després d'una trucada telefònica del coprotagonista Patrick Stewart i nombroses cartes de fans, McFadden va ser convençuda de tornar al paper, que va interpretar durant la resta de la sèrie.
Els aspectes més destacats del seu personatge es van veure a "Causa noble", on és segrestada per terroristes; "Recorda'm", on queda atrapada en una bombolla de curvatura creada pel seu fill, Wesley, que la submergeix en una realitat alternativa on tothom comença a desaparèixer; "L'hoste", que presenta un romanç entre el doctor i un extraterrestre compost per dos organismes simbiòtics; "Sospites", en què arrisca la seva carrera per resoldre l'assassinat d'un científic; "Atac" on Crusher pren el comandament de lEnterprise; "Sub Rosa", on es converteix en víctima d'un "fantasma" seductor; i "Acoblats", on Picard i Crusher s'uneixen telepàticament com a presoners i descobreixen els seus veritables sentiments l'un per l'altre. McFadden va repetir el seu paper per a les quatre pel·lícules de TNG i també va posar la veu als jocs de PC Star Trek: A Final Unity i Star Trek Generations. McFadden va dirigir l'episodi de la setena temporada "Gènesi" (el seu únic crèdit com a directora) en què una infecció fa que la tripulació evolucioni en formes de vida primitives, i va coreografiar la rutina de ball d' "El dia d'en Data's" de la quarta temporada.

### Després deLa nova generació

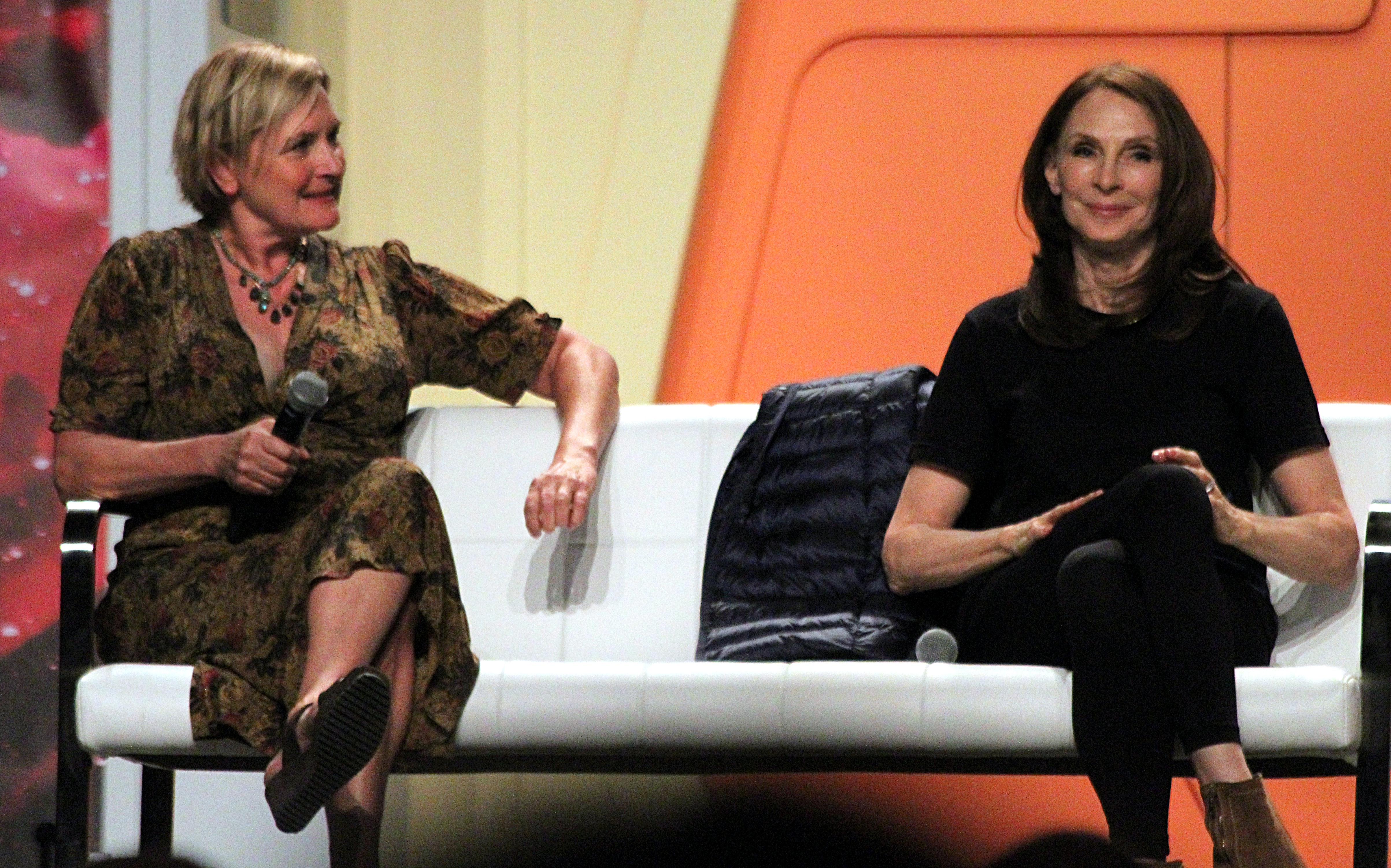
McFadden with co-star Denise Crosby at Creation Entertainment's 2017 Las Vegas Star Trek Convention

El 1990 McFadden va coprotagonitzar la comèdia Milionari a l'instant amb James Belushi, i el company de La nova generació John de Lancie (Q). El mateix any va aparèixer a La caça de l'Octubre Roig com l'esposa de Jack Ryan, Catherine. El 1992, va aparèixer al costat dels altres membres del repartiment Patrick Stewart, Jonathan Frakes, Brent Spiner i Colm Meaney en una producció de Every Good Boy Deserves Favour, que es va representar a quatre ciutats. També va protagonitzar la sèrie de televisió de 1995 Marker amb Richard Grieco i va aparèixer a la pel·lícula feta per a televisió Crowned and Dangerous amb Yasmine Bleeth el 1997. Un altre treball televisiu va ser el paper d'Allison Rourke, la cap de Paul Buchman, en quatre episodis de la comèdia de situació Boig per tu. A la primavera del 2006, McFadden va aparèixer en una sèrie d'anuncis de televisió per a Microsoft.

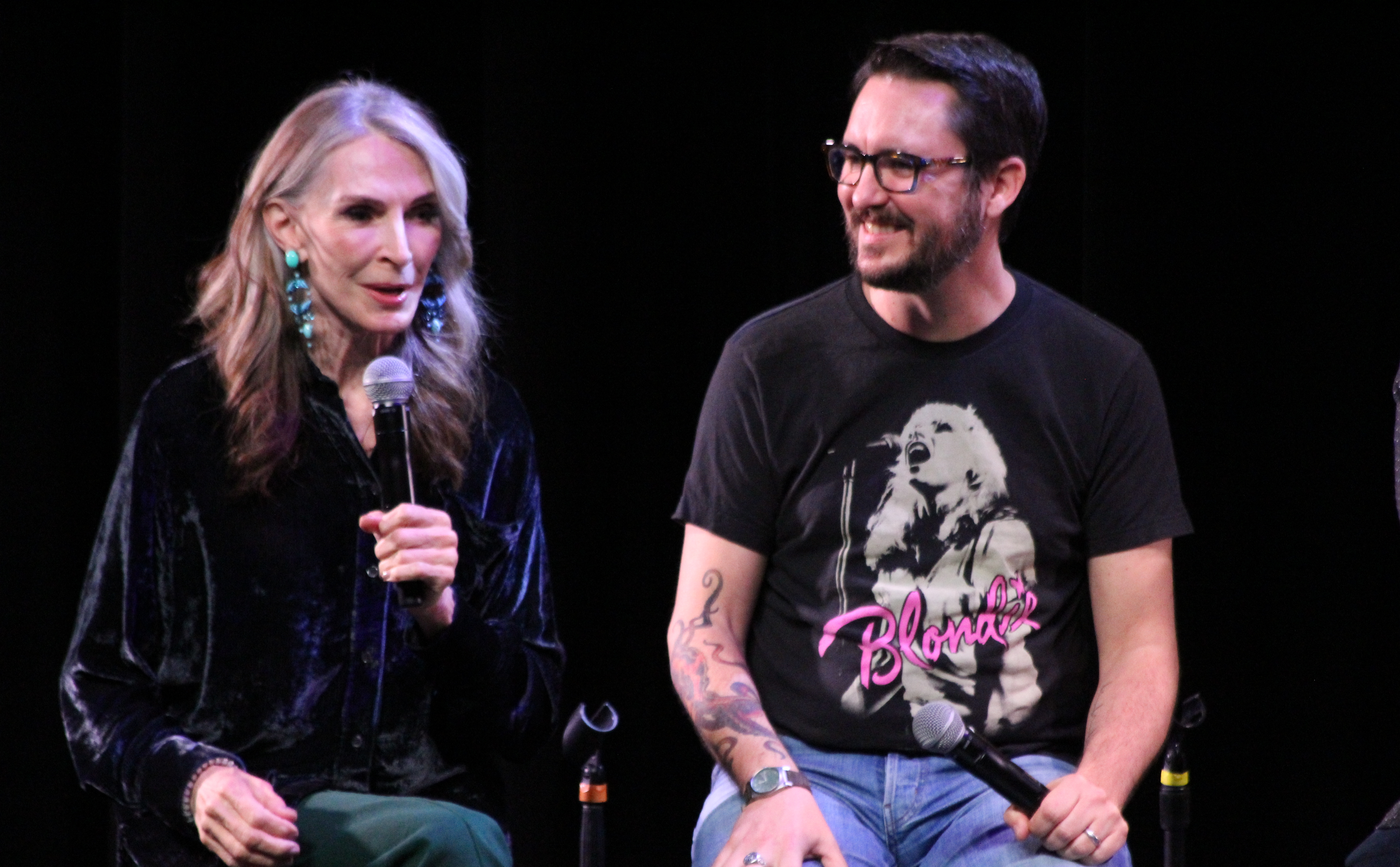
Gates McFadden amb amb Wil Wheaton (que interpreta el seu fill a la sèrie) al Star Trek Cruise III, gener de 2019

Ha ensenyat a diverses universitats (American Academy of Dramatic Arts, Brandeis, Harvard, Purdue, Temple, l'Acadèmia Stella d'Hamburg i la Universitat de Pittsburgh). A l'agost de 2010, ella figurava com a membre adjunt del professorat a l'Escola de Teatre de la Universitat del Sud de Califòrnia. Va ser la directora artística de l'Ensemble Studio Theatre/Los Angeles des del gener de 2009fins a l'octubre de 2014. Durant el seu mandat, va encapçalar la construcció de l'Atwater Village Theatre Collective, un nou espai de dos teatres a Los Angeles.
McFadden ha prestat la seva veu com a narradora en diversos audiollibres. El 2010, va ser la narradora de "Confessor" (METAtropolis: Cascadia).
McFadden inicialment estava nerviosa per assistir a convencions de fans, a causa d'un problema d'assetjament al principi de la seva carrera docent abans del seu període a Star Trek. Tanmateix, les seves preocupacions no s'han materialitzat i des de llavors ha trobat que les convencions són una experiència positiva.
McFadden va narrar la sèrie documental de diverses parts The Center Seat: 55 Years of Star Trek, que es va emetre al canal de cable History el 2021. També va ser una de les productores executives.
El 2021 McFadden va llançar Gates McFadden InvestiGates: Who Do You Think You Are?, un podcast per a la Nacelle Company de Brian Volk-Weiss, entrevistant amics íntims i antics coprotagonistes.
Des de llavors ha repetit el paper de Crusher a Star Trek: Prodigy i la tercera temporada de Star Trek: Picard, així com al videojoc Star Trek Online.

## Vida personal
McFadden va ser mare el 1991. El seu embaràs no va ser inclòs a la quarta temporada de TNG; en comptes d'això, el seu personatge portava una bata de laboratori sobre l'uniforme per dissimular-la. El coprotagonista de La nova generaciço Brent Spiner és el padrí del seu fill.

## Filmografia

### Cinema
| Any  | Títol                      | Paper                   | Notes                  |
| ---- | -------------------------- | ----------------------- | ---------------------- |
| 1984 | The Muppets Take Manhattan | Secretària de Mr. Price |                        |
| 1985 | Rustlers' Rhapsody         |                         | Coreògrafa             |
| 1985 | Dreamchild                 |                         | Coreògrafa             |
| 1985 | When Nature Calls          | Gena                    | Tràiler "Gena's Story" |
| 1986 | Laberint                   |                         | Coreògrafa             |
| 1990 | La caça de l'Octubre Roig  | Catherine Ryan          |                        |
| 1990 | Milionari a l'instant      | Diane                   |                        |
| 1994 | Star Trek: Generations     | Dra Beverly Crusher     |                        |
| 1996 | Star Trek: First Contact   | Dra Beverly Crusher     |                        |
| 1998 | Star Trek: Insurrection    | Dra Beverly Crusher     |                        |
| 2002 | Star Trek: Nemesis         | Dra Beverly Crusher     |                        |
| 2005 | Dirty                      | Wife                    |                        |
| 2009 | Make the Yuletide Gay      | Martha Stanford         |                        |

### Televisió
| Any       | Títol                               | Paper                      | Notes                                                  |
| --------- | ----------------------------------- | -------------------------- | ------------------------------------------------------ |
| 1986      | The Wizard                          | Darcy                      | Episodi: "El Dorado"                                   |
| 1987      | The Cosby Show                      | N/D                        | Episodi: "Cliff's 50th Birthday"                       |
| 1987–1994 | Star Trek: La nova generació        | Dra. Beverly Crusher       | 153 episodis                                           |
| 1990      | Beyond the Groove                   | Secretària                 |                                                        |
| 1992      | L.A. Law                            | Uta Keller                 | Episodi: "Steal It Again, Sam"                         |
| 1993      | Dream On                            | Ina Dreikoff               | Episodi: "The Book, the Thief, Her Boss and His Lover" |
| 1994      | Party of Five                       | Greer Erikson              | Episodi: "Something Out of Nothing"                    |
| 1995      | Marker                              | Kimba                      | 13 episodis                                            |
| 1995–1996 | Boig per tu                         | Allison Rourke             | 4 episodis                                             |
| 1997      | Crowned and Dangerous               | Patrice Baxter             | Telefilm                                               |
| 2000      | The Practice                        | Jutge Emily Harrison       | Episodi: "Checkmates"                                  |
| 2001      | The Division                        | Mrs. Petersen              | Episodi: "Hero"                                        |
| 2004      | The Handler                         | Siobhan                    | Episodi: "Wedding Party"                               |
| 2009      | Family Guy                          | Ell mateix (veu)           | Episodi: "Not All Dogs Go to Heaven"                   |
| 2011–2013 | Franklin & Bash                     | Jutge Mallory Jacobs       | 4 episodis                                             |
| 2016      | Scary Endings                       | Operadora del 911 (veu)    | Curtmetratge televisiiu                                |
| 2017      | A Neighbor's Deception              | Dr. Constance Abrams       | Telefilm                                               |
| 2017      | NCIS                                | Mrs. Belmont               | Episodi: "Skeleton Crew"                               |
| 2022-2024 | Star Trek: Prodigy                  | Dra. Beverly Crusher (veu) | 3 episodis                                             |
| 2023      | Star Trek: Picard                   | Dra. Beverly Crusher       | 10 episodis                                            |
| 2024      | Masters of the Universe: Revelation | Reina Marlena (veu)        | 4 episodis                                             |
| 2024      | X-Men '97                           | Mare Askani (veu)          | Episodi: "Tolerance is Extinction: Part 3"             |

### Websèries
| Any  | Títol                       | Paper                     | Notes                    |
| ---- | --------------------------- | ------------------------- | ------------------------ |
| 2023 | Star Trek: Very Short Treks | Dr. Beverly Crusher (veu) | Episodi: "Worst Contact" |

## Teatre
Aparicions escèniques
- (Com a Cheryl McFadden) Ellen/Mrs. Saunders and Betty, Cloud 9, Theatre De Lys, New York City, 1981.
- (Com a Cheryl McFadden) Title role, To Gillian on Her 37th Birthday, Ensemble Studio Theatre, New York City, 1983, then Circle in the Square Downtown, New York City, 1984.
- (Com a Cheryl McFadden) Ruth, The Homecoming, Jewish Repertory Theatre, New York City, 1984.
- (Com a Cheryl McFadden) Annie Sutter, The Bloodletters, Ensemble Studio Theatre, 1984.
- (Com a Cheryl McFadden) Casey Staiger, How to Say Goodbye, Vineyard Theatre, New York City, 1986.
- (Com a Cheryl McFadden) Dr. Handleman, Couch Tandem, Women's Interart Center, New York City, 1987.
- Kate, Emerald City, Perry Street Theatre, New York City, 1988.
- Lil, Voices in the Dark, George Street Playhouse, New Brunswick, NJ, 1998.
- (Com a Cheryl McFadden) Mary, Rosario and the Gypsies, Ensemble Studio Theatre; and as Mrs. Malloy, The Matchmaker, La Jolla Playhouse, San Diego, CA.
- Viva Detroit, Los Angeles
- Every Good Boy Deserves Favour
- L'Histoire du soldat

treball escènic
- (Com a Cheryl McFadden) Coreògrafa, The Winter's Tale, Brooklyn Academy of Music Theatre Company, Helen Owen Carey Playhouse, Brooklyn, NY, 1980.
- (Com a Cheryl McFadden) Coreògrafa de lluita, Johnny on the Spot, Brooklyn Academy of Music Theatre Company, Brooklyn Academy of Music, Brooklyn, 1980.
- (Com a Cheryl McFadden) Coreògrafa, A Midsummer Night's Dream, Brooklyn Academy of Music Theatre Company, Brooklyn Academy of Music, 1981.
- Coreògrafa, Yesterday Is Over, Women's InterArt Center, New York City;
- Directora, Bottleneck at the Bar, Golden Lion Theatre, New York City;
- Directora i Coreògrafa, Bumps and Knots, Lyric Hammersmith Theatre, London;
- Directora i Coreògrafa, Women of Trachis, He Who Gets Slapped, and Old Times, all Spingold Theater, Waltham, MA;
- Directora i Coreògrafa, Medea, Studio Theatre, Pittsburgh, PA.

## Premis i honors
- 2024 – Premis Saturn – Premi a la Trajectòria – El repartiment de Star Trek: La nova generació[34][a]